# 1990년 동계 팬아메리칸 게임
1990년 동계 팬아메리칸 게임은 1990년 9월 16일부터 9월 22일까지 아르헨티나 멘도사주의 라스레냐스에서 열린 대회이다. 이 대회는 처음이자 마지막으로 열린 동계 팬아메리칸 게임인데 이 대회 이후로 동계 팬아메리칸 게임은 열리지 않고 있다.

## 참가국
괄호 안은 선수단 수이다.
- 브라질 (5)
- 볼리비아 (2)
- 캐나다 (25)
- 칠레 (9)
- 콜롬비아 (1)
- 멕시코 (4)
- 미국 (25)
- 아르헨티나 (26)

## 개최 종목
개최 종목은 알파인스키로만 이루어져 있으며, 3개의 세부 종목으로 진행되었다.

## 메달 집계
| 순위 | 국가   | 금메달 | 은메달 | 동메달 | 합계 |
| ---- | ------ | ------ | ------ | ------ | ---- |
| 1    | 미국   | 4      | 2      | 5      | 11   |
| 2    | 캐나다 | 2      | 4      | 1      | 7    |
| 합계 | 합계   | 6      | 6      | 6      | 18   |